# Jonathan de Patoul

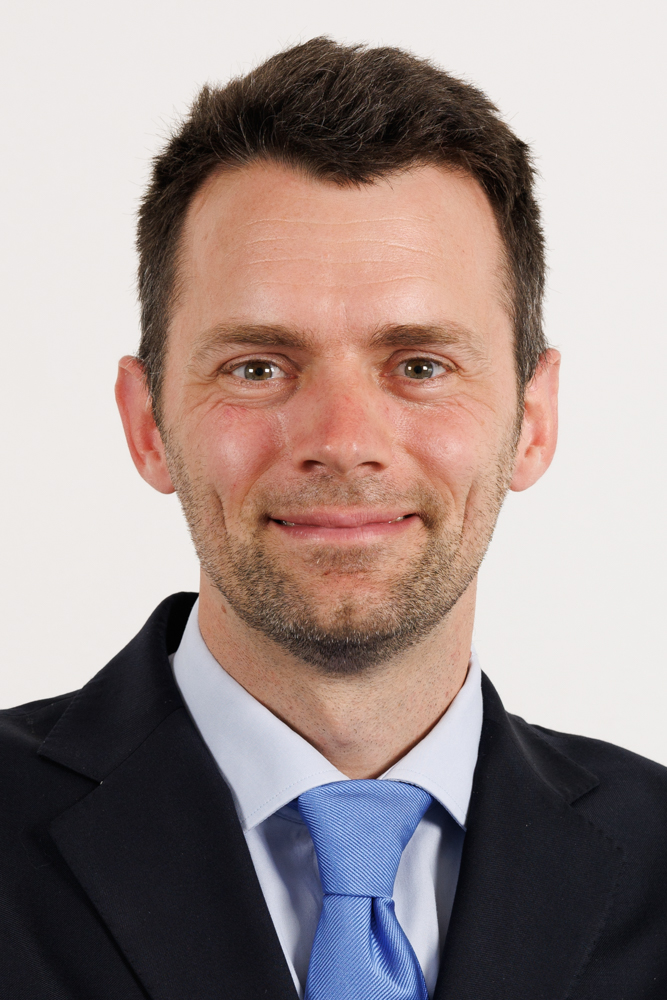
Jonathan de Patoul

Jonathan de Patoul (Etterbeek, 12 januari 1984) is een Belgisch politicus voor DéFI.

## Levensloop
De Patoul studeerde dierengeneeskunde, van 2001 tot 2005 aan de UCL en van 2005 tot 2008 aan de Universiteit Luik, waar hij zijn diploma van doctor behaalde. Na zijn studies werkte hij van januari 2009 tot juni 2010 bij verschillende dierenartspraktijken en dierenklinieken in Frankrijk, waarbij hij zowel huisdieren als veedieren verzorgde. Van april 2011 tot maart 2013 werkte De Patoul voor de Franse ngo Fidesco in Madagaskar. Hij was er verantwoordelijk voor het toezicht op veeteeltbedrijven, de opleiding van landarbeiders en veeartsen en de oprichting van een microkredietproject rond melkkoeien.
Hij bleef nadien actief in de ontwikkelingssamenwerkingssector en was van augustus 2013 tot mei 2014 coördinator voor de Brusselse ngo Dierenartsen zonder Grenzen, waar hij werkte rond de sensibilisering van de landbouwsector in de strijd tegen de klimaatverandering, verantwoorde consumptie en voedselsoevereiniteit. Vervolgens werkte hij van september 2014 tot september 2019 bij de ngo Défi Belgique Afrique: eerst als verantwoordelijke voor lessen wereldburgerschap en solidariteit aan 15- tot 18-jarigen, dan vanaf 2017 als coördinator. In 2020 stichtte hij met vrienden eveneens de kinderboerderij La Ferme d'Anjou in Sint-Pieters-Woluwe.
Hij trad in zijn politieke voetsporen van zijn vader Serge De Patoul, die voor de partijen FDF en DéFI dertig jaar lang in het Brussels Hoofdstedelijk Parlement zetelde. Voor DéFI is Jonathan De Patoul sinds oktober 2018 gemeenteraadslid van Sint-Pieters-Woluwe. Sinds mei 2019 zetelt hij eveneens in het Brussels Hoofdstedelijk Parlement, waar hij na de Brusselse gewestverkiezingen van juni 2024 fractieleider werd voor zijn partij. In het Brussels Parlement ging De Patoul zich toeleggen op leefmilieu, dierenwelzijn, territoriale ontwikkeling, mobiliteit en gezondheidszorg.